# Баунаталь
Баунаталь (нем. Baunatal) — город в Германии, в земле Гессен. Подчинён административному округу Кассель. Входит в состав района Кассель.  Население составляет 27 642 человека (на 31 декабря 2010 года). Занимает площадь 38,27 км². Официальный код — 06 6 33 003.
Город стоит на реке Бауна к западу от реки Фульда.

## Политика

### Мэры и магистраты
Городской совет по Баунаталь  состоит из десять почётных советников (магистров) и Мэра.   Мэр Силке Энглер (социал-демократическая партия Германии) была избрана преемницей покойного мэра Манфреда Шауба 28 октября 2018 года и вступила в должность 14 декабря 2018 года.

### Городской совет
На местных выборах 6 марта 2016 года дал следующий результат:
- Социал-демократическая партия Германии  61,4 % (27 мест)
- Христианско-демократический союз Германии  19,6  % ( 9 мест)
- Альянс 90 / Зеленые 10,5 % (5 мест)
- Свободная демократическая партия 8,5 % (4 места). 

### Мэр
Мэры города Баунаталь с 1 июля 1966 года:
- Хорст Вернер
- Мартин Гессе
- Ханс Йоахим Пиох
- Хайнц Греначер до 31 мая 2005 года
- Манфред Шауб с 1 июня 2005 года до своей смерти 20 мая 2018 года
- 28 октября 2018 года первый городской советник Силке Энглер был избран мэром.

### Герб
27 ноября 1968 года город Баунаталь был награжден флагом и гербом со следующим изображением: "Красным - крестообразный четырехлистник на серебряном диске".

## Городские учреждения и иная развлекательная инфраструктура
- Stadthalle Baunatal является конгресс и конференц - центр и место для музыки и развлечений; он может вместить до 1000 человек. 1500 м² площади доступны для выставок и ярмарок[6].
- Aqua Park Baunatal самый большой бассейн отдыха в Северном Hesse регионе. В ванной комнате есть досуг и спортивный бассейн. У спортивного бассейна есть крыша, которая может открываться или закрываться в зависимости от погоды. У бассейна отдыха есть бассейн пловца и не пловца. В отеле есть бассейн для дайвинга с досками 1 и 3 метра, а также 5-метровая башня и открытый бассейн с различными системами массажа. В ванной комнате также есть две 80-метровые горки[7].
- Городской парк Баунаталь в центре города Баунаталь в районе Альтенбауна - это парк для отдыха и развлечений площадью 50 га. В центре ландшафтного парка находятся спортивный зал, круговой спортивный зал, теннисный зал и открытый бассейн с крытым бассейном. Здесь также находится освещенный стадионом парк, а также несколько спортивных тренировочных площадок, игровые площадки, детские сады, молодежный центр, школа Теодора Хойса и KSV Sportwelt[8].

### Образование
- Школа Эриха Кестнера, интегрированная общеобразовательная школа;
- Школа Теодора Хойса, кооперативная общеобразовательная школа;
- Langenbergschule, начальная школа в округе Гросенритте;
- Школа братьев Гримм, начальная школа в районе Ренгерсхаузен;
- Фридрих-Эберт-Шуле, начальная школа в районе Альтенбауна;
- Начальная школа в городском парке, начальная школа в районе Альтенбауна;
- Музыкальная школа Baunatal E.V.;
- Baunsbergschule, специальная школа поддержки обучения специальные образовательные консультации и центр поддержки.

## Интересные факты
- Благодаря инфраструктуре и спортивной клубной жизни, город Баунаталь объявил себя спортивным городом[9].
- В 2017 году в Баунатале прошел немецкий чемпионат по хоккею.